# 다케시타 고노스케
다케시타 고노스케(竹下幸之介, 1995년 5월 29일 ~ )는 일본의 프로레슬러이다. DDT 프로레슬링 소속으로 활동하고 있다. 같은 오사카 출신의 우에노 유키의 동급생이다. 일본 체육대학을 졸업하였으며, 연예 매니지먼트 사무소는 오스카 프로모션 소속이다.